# Filtre de cafè

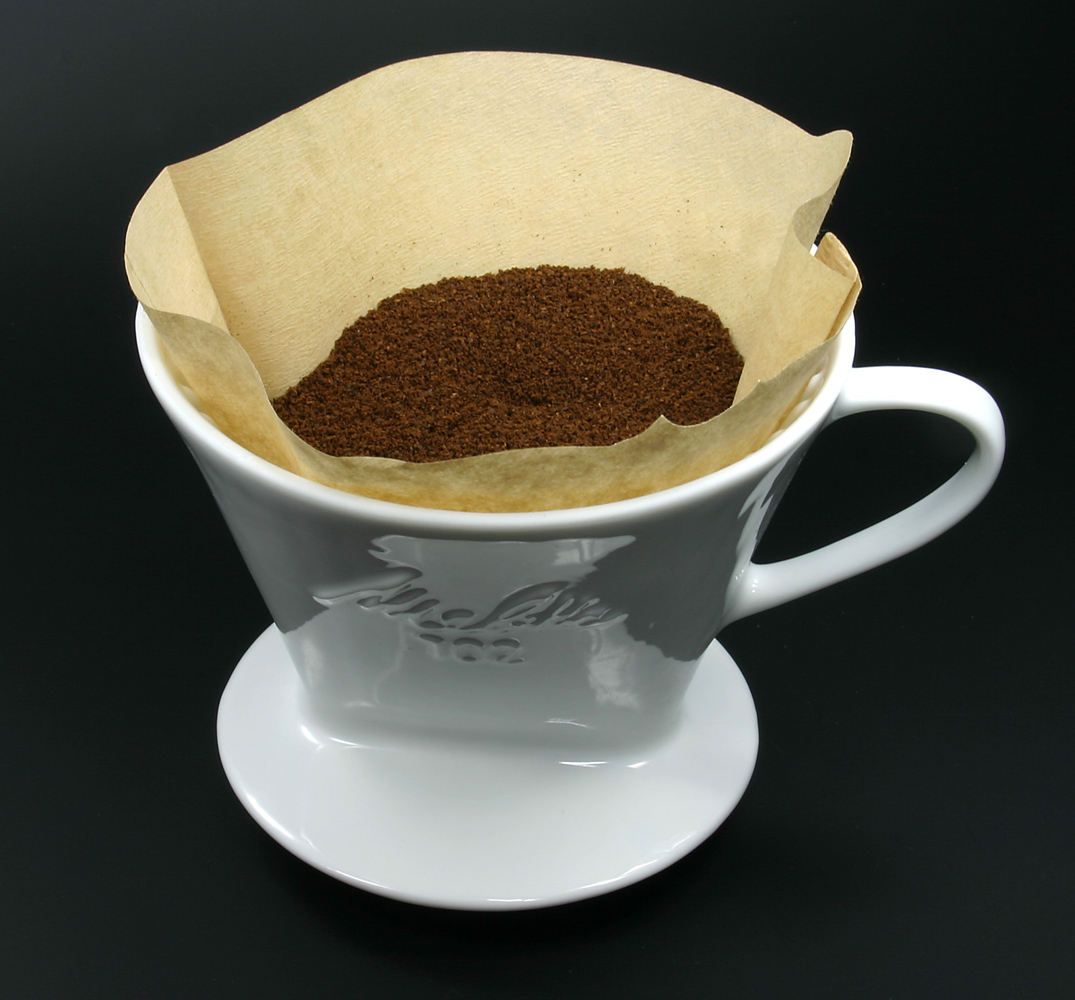
Ús del filtre de cafè

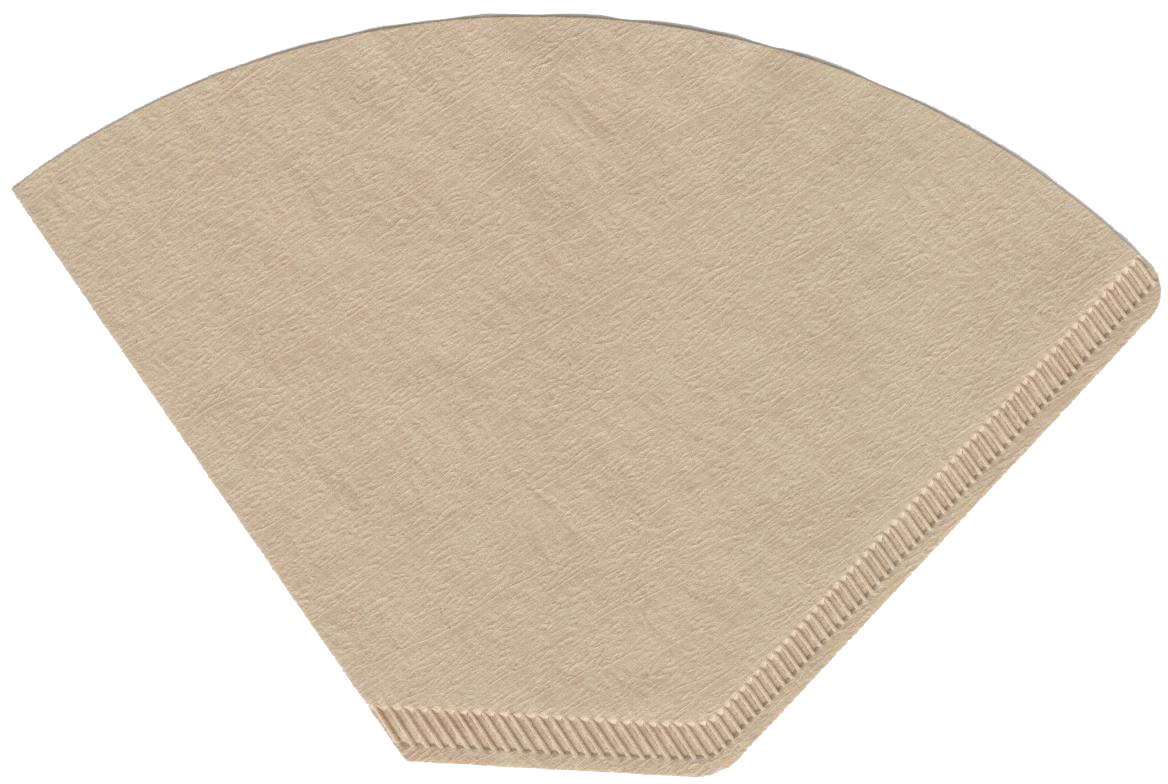
Filtre de cafè

El filtre de cafè és un estri de cuina que té la funció de filtrar l'aigua calenta dels grans molts del cafè per a elaboració del cafè begut. Aquests filtres se solen trobar fabricats de paper, que són per a ser usats generalment una sola vegada, però hi ha versions d'acer inoxidable, com les que es fan servir per elaborar el cafè a l'Índia. Hi ha diverses mides i dissenys semblants, però també existeixen els filtres que, en forma de paquet, envolten una porció de cafè ja predeterminada.
El primer filtre de cafè va ser inventat el 1908 per l'empresària Melitta Bentz a Dresden (Alemanya). I és que a principis del segle XX  a les llars ja era habitual beure'n, de cafè, però, era amarg i era ple de grumolls. Bentz, cansada de beure aquest tipus de cafè, va decidir provar de millorar el procés de filtratge. Després de provar-ho amb diversos materials, va optar per utilitzar un paper assecant, que utilitzaven els seus fills a l’escola, i una llauna de llautó. Bentz acabava d’inventar els filtres de cafè.